# Buffalo Airways

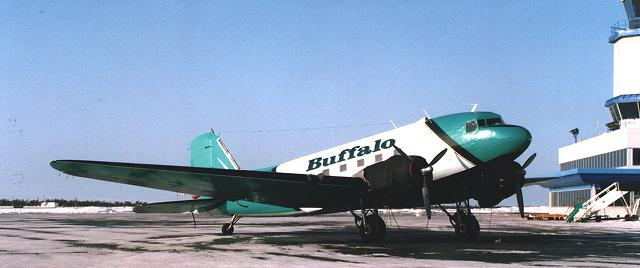
Дуглас DC-3 Buffalo Airways в Йеллоунайфі

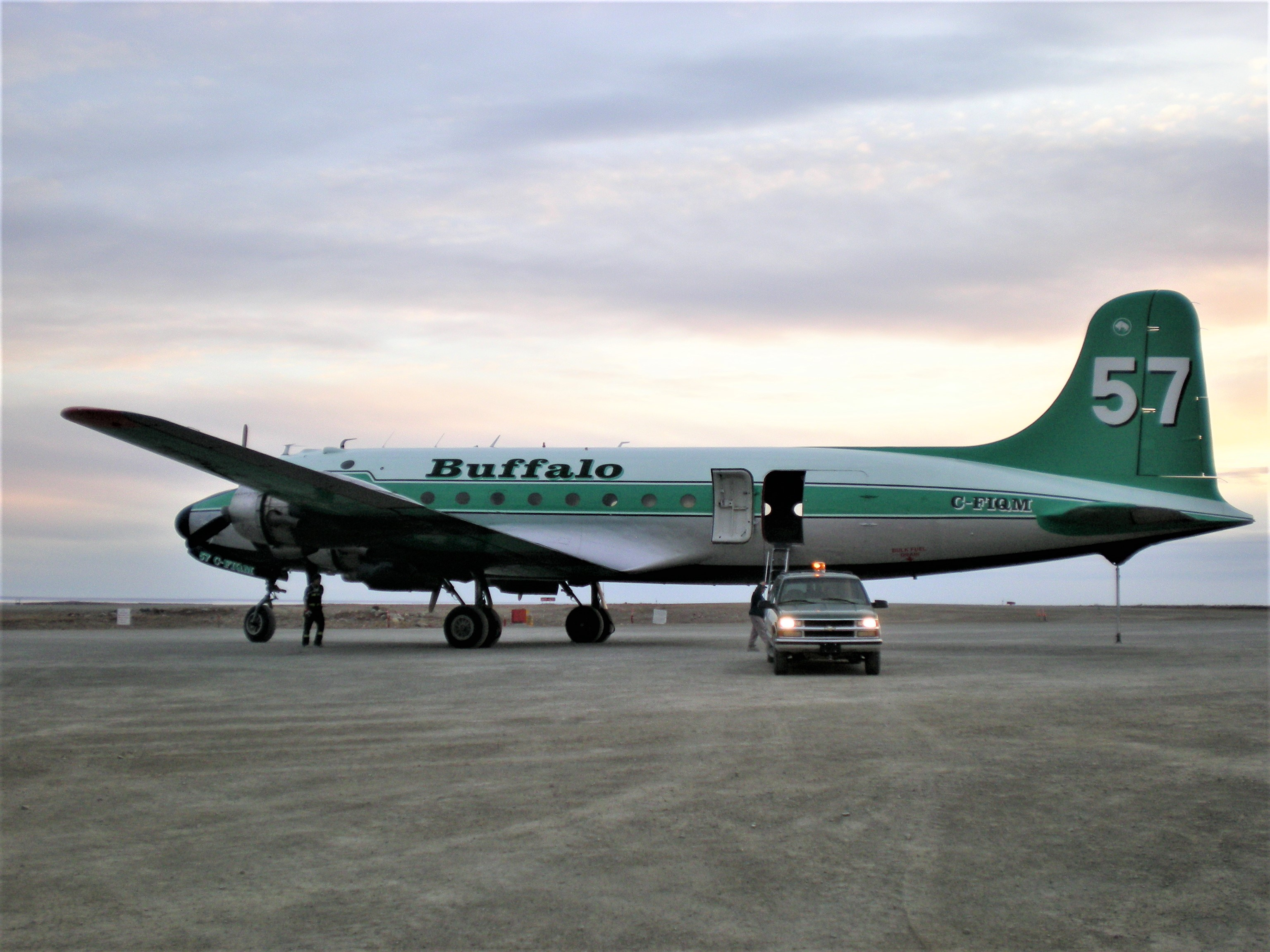
Розвантаження DC-4 Buffalo Airways в Аеропорту Кеймбрідж-Бей

Buffalo Airways — авіакомпанія, що виконує чартерні і регулярні пасажирські рейси, заснована у місті Хай-Рівер, у Канаді в 1970 році. Засновник авіакомпанії — Джо Мак-Брайен.
Авіакомпанія здійснює пасажирські і вантажні перевезення, а також гасіння пожеж. Buffalo Airways базується в аеропорту Хай-Рівер, в аеропорту Йеллоунайфу і в аеропорту міста Ред-Дір.

## Географія польотів
Buffalo Airways здійснює регулярні пасажирські перевезення між містами Хай-Рівер і Йеллоунайфом.

## Флот
Станом на 1 червня 2014 року повітряний флот авіакомпанії Buffalo Airways складався з 14 літаків, зареєстрованих у Міністерстві транспорту Канади:
- Lockheed L-188 Electra Freighters
- Lockheed L-188 Electra Sprayer
- Douglas DC-4
- Douglas DC-4 Tankers
- Douglas DC-3
- Curtiss C-46
- Canadair CL-215
- Canso
- Baron
- King Air
- Travel Air
- Cessna 185
- Cessna 310 with FLIR
- Norseman

## Авіаподії і нещасні випадки
- 26 червня 1994 року, літак Douglas C-47A (реєстраційний номер C-FROD), який прямував вантажним рейсом з аеропорту Траут-Лейк у Форт-Сімпсон, розбився на підході до аеропорту призначення через брак палива в баках. На борту знаходилося два екіпажу, ніхто серйозно не постраждав[3].